# Zliv (nádraží)
Zliv je železniční stanice v jihozápadní části města Zliv v okrese České Budějovice v Jihočeském kraji u břehů Zlivského rybníka a rybníka Bezdrev. Leží na trati Plzeň – České Budějovice, která je elektrizovaná soustavou 25 kV, 50 Hz AC.

## Historie
Stanice byla vybudována jakožto součást Dráhy císaře Františka Josefa (KFJB) spojující Vídeň, České Budějovice a Plzeň, roku 1872 prodloužené až do Chebu na hranici Německa, podle typizovaného stavebního návrhu. 1. září 1868 byl s místním nádražím uveden do provozu celý nový úsek trasy z Českých Budějovic do Plzně.
Po zestátnění KFJB v roce 1884 pak obsluhovala stanici jedna společnost, Císařsko-královské státní dráhy (kkStB), po roce 1918 pak správu přebraly Československé státní dráhy.
Ke starší staniční budově byla na její jižní straně později přistavěna otevřená zastřešená čekárna. Elektrická trakční soustava zde byla zprovozněna 29. listopadu 1968.

## Popis
Z plzeňského zhlaví trať Plzeň – České Budějovice pokračuje jako dvoukolejná, na opačnou stranu do Českých Budějovic jako jednokolejná. Nachází se zde jedno nekryté jednostranné vnější nástupiště s přístupem z prostoru před nádražní budovou, dvě nekrytá jednostranná vnitřní nástupiště s přístupem po úrovňovém přechodu a jedno ostrovní kryté nástupiště s přístupem pomocí ocelového nadchodu.